# Daniel Żółtak
Daniel Żółtak (ur. 28 lutego 1984 w Olsztynie) – polski piłkarz ręczny, obrotowy, od 2016 zawodnik Mebli Wójcik Elbląg.

## Kariera sportowa
Początkowo występował w SMS-ie Gdańsk i AZS-ie AWFiS Gdańsk. W 2006 przeszedł do Vive Kielce, z którym dwa razy zdobył mistrzostwo kraju i trzy razy wywalczył Puchar Polski. W barwach Vive występował również w Lidze Mistrzów – w sezonach 2009/2010 i 2010/2011 rzucił w niej dziewięć bramek, w tym trzy w rozegranym 17 października 2009 meczu z Veszprém (26:33). W 2011 został graczem Warmii Olsztyn, z której odszedł w styczniu 2012 do białoruskiego Mieszkowa Brześć. W latach 2012–2014 reprezentował barwy Górnika Zabrze, jednak kontuzje – początkowo uraz łąkotki, a później zerwanie więzadeł w kolanie – uniemożliwiły mu regularne występy, a w konsekwencji doprowadziły do zawieszenia kariery. W sezonie 2015/2016 Żółtak powrócił do gry, podpisując umowę z pierwszoligową Warmią Olsztyn. W 2016 przeszedł do Mebli Wójcik Elbląg. W sezonie 2016/2017, w którym rozegrał w Superlidze 30 meczów i zdobył 25 bramek, otrzymał nominację do tytułu najlepszego obrońcy rozgrywek.
W 2002 wraz z reprezentacją U-20 wywalczył młodzieżowe mistrzostwo Europy (w mistrzostwach zdobył jedną bramkę). W kadrze seniorów zadebiutował 21 maja 2004 w meczu z Ukrainą (30:29). W 2009 zdobył brązowy medal podczas mistrzostw świata w Chorwacji. W turnieju tym zagrał w czterech meczach i rzucił trzy bramki. W 2010 uczestniczył w mistrzostwach Europy w Austrii – wystąpił w ośmiu meczach, w których zdobył cztery gole. Ostatni raz w barwach narodowych zagrał 12 czerwca 2011 w spotkaniu z Portugalią (30:22), natomiast ostatnią bramkę zdobył cztery dni wcześniej w meczu z Ukrainą (32:26).

## Sukcesy
Vive Targi Kielce
- Mistrzostwo Polski: 2008/2009, 2009/2010
- Puchar Polski: 2008/2009, 2009/2010, 2010/2011

Reprezentacja Polski
- 1. miejsce w mistrzostwach Europy U-20: 2002
- 3. miejsce w mistrzostwach świata: 2009